# 科奥劳岭
科奥劳岭是美国夏威夷州瓦胡岛上的一座盾狀火山迎风面（东面）部分的称呼，在1972年列入美国国家自然地标。

## 图集

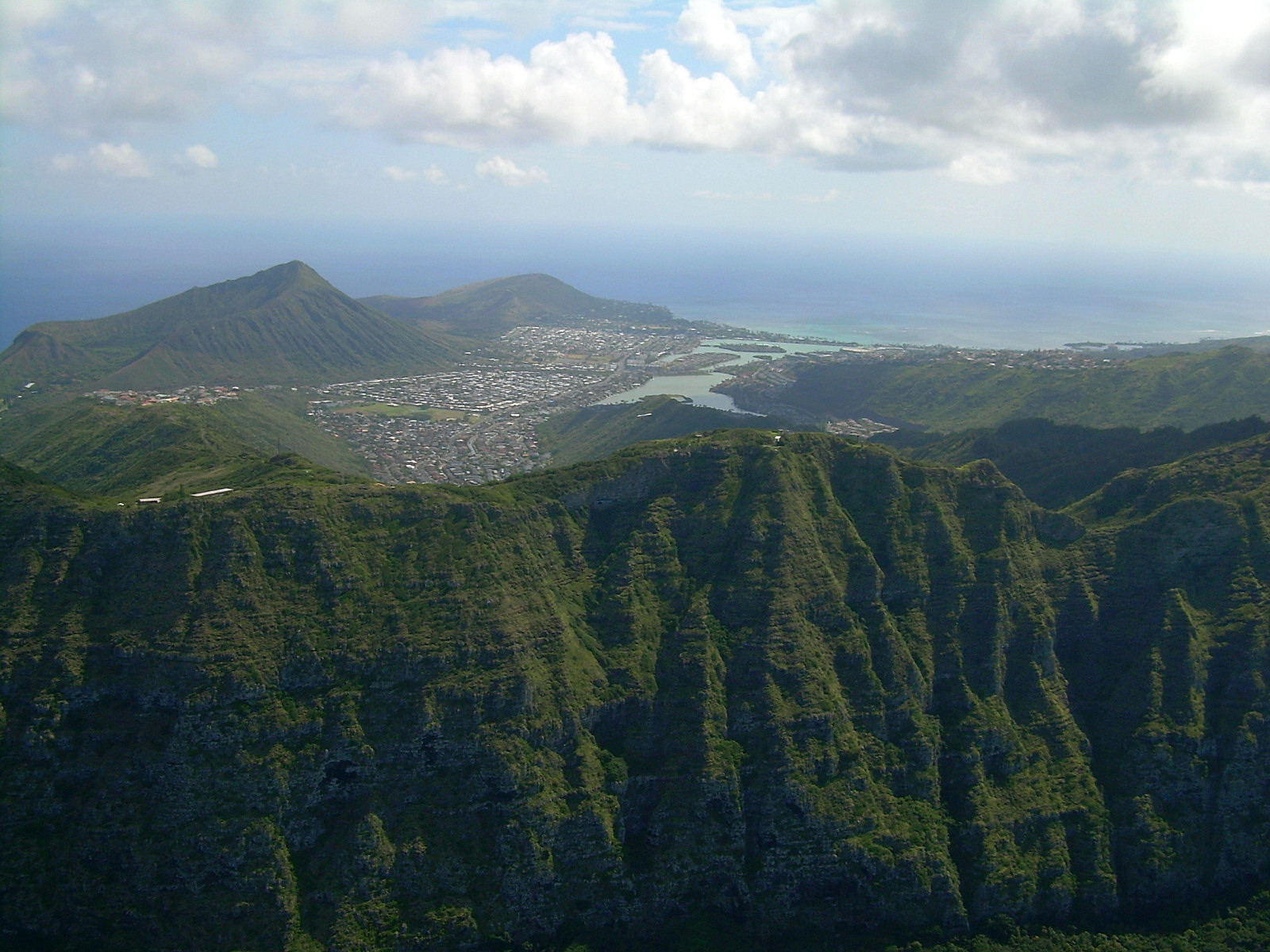
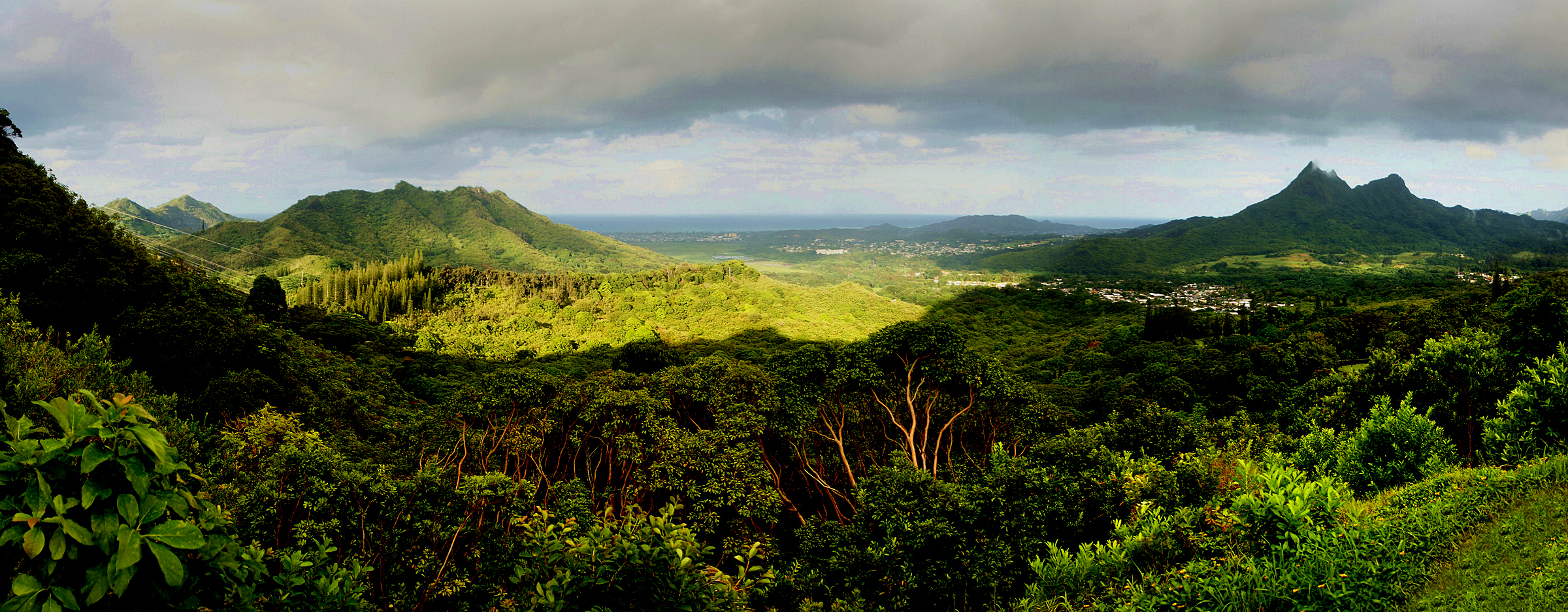